# AlphaTauri AT04
De AlphaTauri AT04 is een Formule 1-auto die gebruikt wordt door het Formule 1-team van AlphaTauri in het seizoen 2023. De auto is de opvolger van de AlphaTauri AT03. De AT04 rijdt met een motor van Red Bull Powertrains en werd onthuld op 11 februari 2023 in New York. De AT04 zal worden bestuurd door Nyck de Vries die aan zijn eerste voltijds seizoen gaat beginnen en Yuki Tsunoda die voor het derde seizoen op rij voor het team rijdt.

## Resultaten
| Kleur  | Resultaat                       |
| ------ | ------------------------------- |
| Goud   | Winnaar                         |
| Zilver | Tweede plaats                   |
| Brons  | Derde plaats                    |
| Groen  | Gefinisht (punten behaald)      |
| Blauw  | Gefinisht (geen punten behaald) |
| Blauw  | Niet geklasseerd (NC)           |
| Paars  | Uitgevallen (DNF)               |
| Rood   | Niet gekwalificeerd (DNQ)       |

| Kleur   | Resultaat                              |
| ------- | -------------------------------------- |
| Zwart   | Gediskwalificeerd (DSQ)                |
| Wit     | Niet gestart (DNS)                     |
| Blanco  | Gewond (INJ)                           |
| Blanco  | Uitgesloten (EX)                       |
| Blanco  | Teruggetrokken (WD) / Niet deelgenomen |
| 1, 2, 3 | Sprint positie (punten behaald)        |
| P       | Poleposition                           |
| S       | Snelste ronde                          |

| Jaar | Chassis en banden | Motor      | Coureurs         | 1   | 2   | 3   | 4   | 5   | 6   | 7   | 8   | 9   | 10  | 11  | 12  | 13  | 14  | 15  | 16  | 17  | 18  | 19  | 20  | 21  | 22  | Punten | WK-plaats |
| ---- | ----------------- | ---------- | ---------------- | --- | --- | --- | --- | --- | --- | --- | --- | --- | --- | --- | --- | --- | --- | --- | --- | --- | --- | --- | --- | --- | --- | ------ | --------- |
| 2023 | AT04 P            | Honda H001 |                  | BHR | SAU | AUS | AZE | MIA | MON | SPA | CAN | OOS | GBR | HON | BEL | NED | ITA | SIN | JPN | QAT | VST | MXS | SAP | LSV | ABU | 25     | 8         |
| 2023 | AT04 P            | Honda H001 | Nyck de Vries    | 14  | 14  | 15† | DNF | 18  | 12  | 14  | 18  | 17  | 17  |     |     |     |     |     |     |     |     |     |     |     |     | 25     | 8         |
| 2023 | AT04 P            | Honda H001 | Daniel Ricciardo |     |     |     |     |     |     |     |     |     |     | 13  | 16  | WD  |     |     |     |     | 15  | 7   | 13  | 14  | 11  | 25     | 8         |
| 2023 | AT04 P            | Honda H001 | Liam Lawson      |     |     |     |     |     |     |     |     |     |     |     |     | 13  | 11  | 9   | 11  | 17  |     |     |     |     |     | 25     | 8         |
| 2023 | AT04 P            | Honda H001 | Yuki Tsunoda     | 11  | 11  | 10  | 10  | 11  | 15  | 12  | 14  | 19  | 16  | 15  | 10  | 15  | DNS | DNF | 12  | 15  | 8S  | 12  | 69  | 18† | 8   | 25     | 8         |

- † Uitgevallen maar wel geklasseerd omdat er meer dan 90% van de raceafstand werd afgelegd.